# 鮎川浜丁
鮎川浜丁（あゆかわはまちょう）は宮城県石巻市の町丁。郵便番号は986-2524。人口は0人、世帯数は0世帯（2023年5月31日現在）。丁目を持たない単独町名である。住居表示は全域で未実施。旧牡鹿郡牡鹿町字鮎川浜丁を経て現在の住所となった。

## 地理

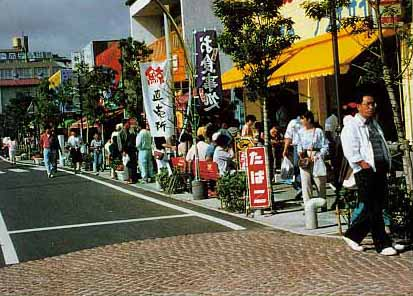
1994年頃の鮎川浜丁（浜辺のホエールロード）

牡鹿半島の先端に位置する鮎川地区にある。北側で鮎川大町と隣接し、それ以外の周囲を鮎川浜に囲まれている。鮎川大町と並んで面積がとても小さいが、東日本大震災前は牡鹿町の中心部としてにぎわいを見せ、鮎川浜丁からおしかホエールランドを結んでいた「浜辺のホエールロード」はふるさとを紹介する道30選にも選ばれていた。
東日本大震災では津波により全域の建物が全壊し、2012年（平成24年）12月1日には「東日本大震災に伴う石巻市災害危険区域の指定及び建築制限に関する条例」に基づいて石巻市が鮎川浜丁の全域を災害危険区域に指定し、住宅等の新築や建替え、増築・改築等が不可能となった。

## 歴史

### 年表
- 年代不明 - 字鮎川浜丁が誕生する。
- 2005年（平成17年）4月1日 - 牡鹿町が他1市5町と合併したことに伴い、新制の石巻市が誕生する。これに伴い、「字」の字句が削除され字鮎川浜丁から鮎川浜丁となる[8]。
- 2011年（平成23年）3月11日 - 東日本大震災が発生。津波による被害を受け全壊した建造物は51棟に上り、津波浸水区域内の全壊率は100％となった[9]。
- 2012年（平成24年）12月1日 - 東日本大震災による津波で壊滅的な被害を受けたことから、鮎川浜丁の全域が災害危険区域に指定される[6]。
- 2016年（平成28年）4月15日 - 石巻市水産物地方卸売市場牡鹿売場と牡鹿製氷冷蔵庫が完成し、記念式典が開かれる[10]。
- 2018年（平成30年）12月 - 「石巻市牡鹿地域拠点エリア条例」によって整備された鮎川浜字南地内の土地の一部が鮎川浜丁に跨り飛地状態になったため、事業区域内の鮎川浜丁1番1と39番を鮎川浜字南に編入する[11][12]。

## 世帯数と人口
2023年（令和5年）4月1日現在の世帯数と人口は以下の通りとなる。
| 町丁     | 世帯  | 人口 |
| -------- | ----- | ---- |
| 鮎川浜丁 | 0世帯 | 0人  |
| 計       | 0世帯 | 0人  |

## 小・中学校の学区
小・中学校の学区は以下の通りとなる。
| 町丁     | 番地 | 小学校     | 中学校     |
| -------- | ---- | ---------- | ---------- |
| 鮎川浜丁 | 全域 | 鮎川小学校 | 牡鹿中学校 |

## 施設

### 公共
- 石巻市水産物地方卸売市場牡鹿売場（鮎川浜丁55）
- 牡鹿製氷冷蔵庫（鮎川浜丁55）

### 企業・店舗など
- 牡鹿漁業協同組合（鮎川浜丁55）
- 上海楼（鮎川浜丁10）

## 交通

### 鉄道
- 地区内に鉄道は通っていない。

### バス
- 地区内にバスは通っていない。最寄りバス停はミヤコーバス・牡鹿地区市民バスの鮎川大町停留所。

### 道路

#### 主要地方道
- 宮城県道2号石巻鮎川線